# فرایمد
شهر فرایمد (به آلمانی: Pfreimd) در ایالت بایرن در کشور آلمان واقع شده‌است.